# Forel (Lavaux)
Forel (Lavaux) je obec v západní (frankofonní) části Švýcarska, v kantonu Vaud, v okrese Lavaux-Oron. Žije zde přibližně 2 100 obyvatel.

## Geografie

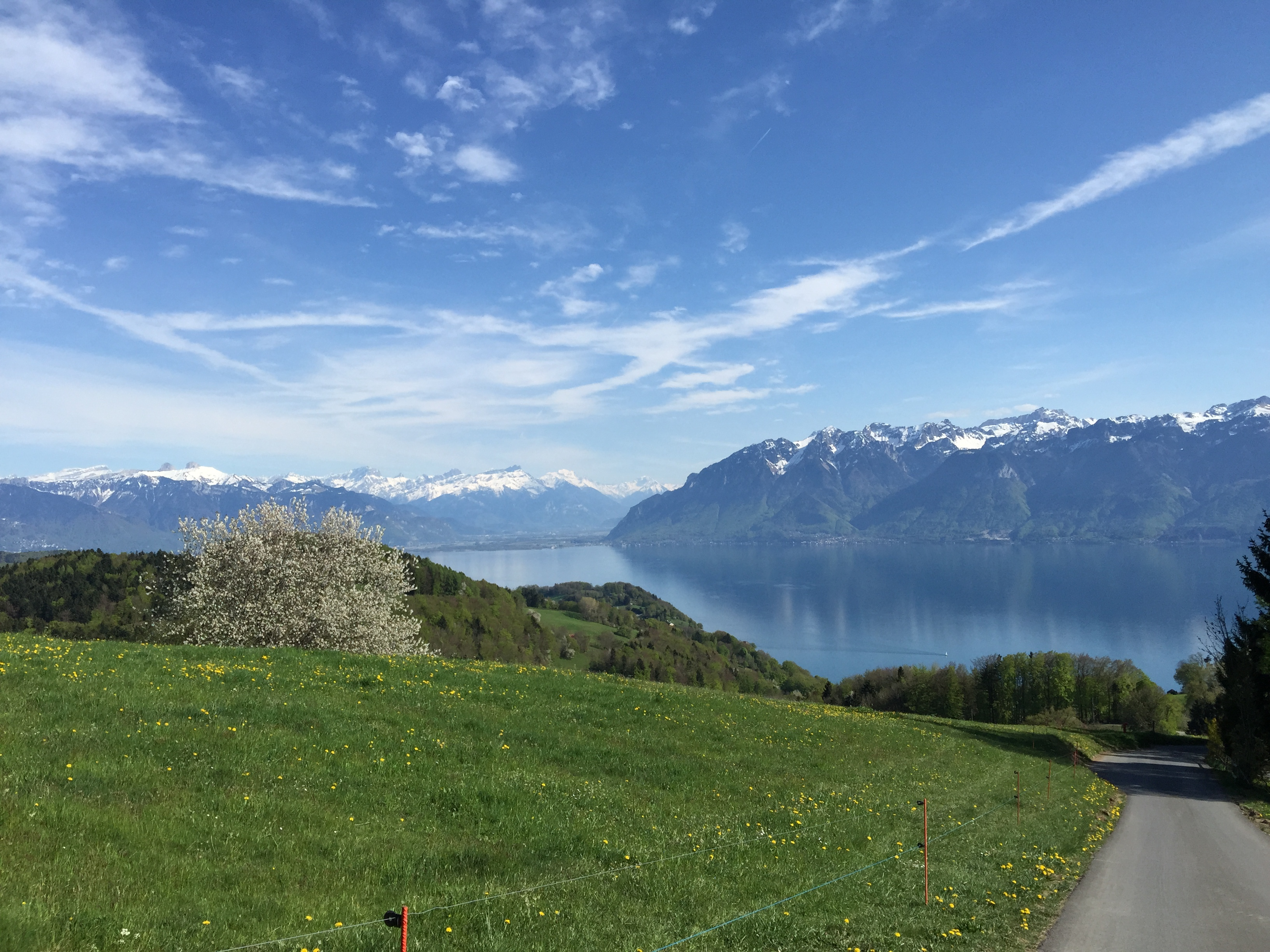
Oblast Mont de Gourze

Forel (Lavaux) leží v nadmořské výšce 716 m, vzdušnou čarou 11 km východně od kantonálního hlavního města Lausanne. Obec s rozptýlenou zástavbou se rozkládá na náhorní plošině přiléhající k oblasti Jorat na jihovýchodě, severně od povodí Ženevského jezera, ve střední části kantonu Vaud.
Území obce o rozloze 18,5 km² pokrývá část molasové výšiny Jorat. Téměř celé území odvodňuje řeka Grenet a její zdrojnice na severovýchodě směrem k Broye. Centrální část tvoří rovina u Le Plâne v nadmořské výšce 690 m, kde se stékají potoky Neirigue a Mortigue (z jihu) a Grenet (ze severu). Východně od této roviny se Grenet stáčí k severovýchodu a tvoří východní hranici Forelu. Na severu zasahuje území obce do rozsáhlé lesní oblasti Bois du Grand Jorat (až 884 m n. m.), kde pramení řeka Carrouge. Na severovýchodě patří k obci Forel také mírně odlehčená oblast Petit Jorat (do 730 m n. m.). Na západě tvoří hranici mírně se svažující úbočí Savigny. Na jihu se území obce rozkládá až k zalesněným výšinám Mont de Gourze, kde se nachází nejvyšší bod obce ve výšce 925 m n. m. Těmito výšinami prochází rozvodí mezi povodími Rhôny a Rýna. V roce 1997 bylo 7 % rozlohy obce pokryto zastavěnou plochou, 28 % lesy a lesními porosty, 64 % zemědělstvím a o něco méně než 1 % neproduktivní půdou.
Obec tvoří vlastní centrum Cornes de Cerf (716 m n. m.) a četné vesnice a zemědělské osady, mezi něž patří Le Pigeon (684 m n. m.), Le Plâne (691 m n. m.), Le Grenet (750 m n. m.), Les Chesaudes (724 m n. m., čtvrť rodinných domů) a La Tuilière (722 m n. m.), které se nacházejí na náhorní plošině jihovýchodně od Joratu, a mnoho jednotlivých farem. Sousedními obcemi Forel (Lavaux) jsou Puidoux, Bourg-en-Lavaux, Savigny, Servion a Oron.

## Historie
První písemná zmínka o obci pochází z roku 1274 pod názvem Fores, současný název je znám od roku 1300. Název místa pochází z pozdně latinského forestum, což znamená les a ve středověku byl obvykle vyhrazen šlechtickým rodům jako lovecký revír. Ve staré francouzštině se lesem nazývaly také vesnice a statky mimo zastavěné území.
Kdysi hustě zalesněné území Forelu bylo ve 12. století vykáceno a rekultivováno mnichy cisterciáckého opatství Haut-Crêt. O území se následně vedly spory mezi savojskými hrabaty a biskupem z Lausanne, až v roce 1300 obec Forel koupil biskup z Lausanne.
Po dobytí Vaudu Bernem v roce 1536 přešla obec pod správu panství Lausanne. Po pádu Staré konfederace patřila obec v letech 1798–1803 během Helvétské republiky ke kantonu Léman, který byl poté po vstupu v platnost Ústavy o zprostředkování sloučen s kantonem Vaud. V roce 1798 byla přiřazena k okresu Lavaux. Do roku 1824 patřil Forel k velké obci Villette a byl znám také pod názvem Les Monts de Villette. Po rozdělení Villette se Forel (Lavaux) stal samostatnou politickou obcí s centrem v Cornes de Cerf.

## Obyvatelstvo
| Rok            | 1850 | 1900 | 1910 | 1930 | 1950 | 1960 | 1970 | 1980 | 1990 | 2000 |
| Počet obyvatel | 1029 | 1053 | 964  | 945  | 948  | 833  | 899  | 1181 | 1528 | 1704 |

Z celkového počtu obyvatel je 92,2 % francouzsky mluvících, 3,3 % německy mluvících a 1,4 % portugalsky mluvících (údaj z roku 2000). V roce 1850 měl Forel celkem 1029 obyvatel a v roce 1900 1053 obyvatel. Poté došlo v důsledku soustavného vystěhovalectví k poklesu na 833 obyvatel v roce 1960; od té doby počet obyvatel opět prudce vzrostl a během 40 let se zdvojnásobil. Zejména v 80. letech 20. století byl zaznamenán silný nárůst.

## Hospodářství
Až do druhé poloviny 20. století byla obec Forel převážně zemědělskou obcí. I 21. století hraje zemědělství, mlékárenství, chov dobytka a lesnictví důležitou roli ve struktuře zaměstnanosti obyvatelstva. Všechna tři hospodářská odvětví v současnosti představují přibližně 33 % pracovní síly.
V oblasti Le Pigeon vzniká od 70. let 20. století průmyslový areál. Usadily se zde firmy z oblasti stavebnictví a informačních technologií; je zde také firma vyrábějící kuchyňské spotřebiče. Výstavba četných rodinných domů v posledních desetiletích rovněž změnila obec v obytnou komunitu. Mnoho zaměstnanců proto dojíždí za prací především do Lausanne a do oblasti Vevey a Montreux.

## Doprava
Obec má dobré dopravní spojení. Leží na hlavní silnici z Moudonu do Vevey, kterou zde křižuje silnice Lausanne - Oron-la-Ville. Nejbližší napojení na dálnici A9 (Lausanne–Sion), která byla otevřena v roce 1974, je v Belmontu (jihozápadně) a Chexbres (jižně), obě vzdálené asi 6 km od obce. Forel (Lavaux) je napojen na síť veřejné dopravy autobusovou linkou společnosti Transports publics de la région Lausannoise, která jezdí z Lausanne do Servionu.